# Little Honda
A Little Honda a The Beach Boys egyik dala, Brian Wilson és Mike Love szerzeménye. Először az 1964-es All Summer Long című albumukon jelent meg, majd a Four by the Beach Boys középlemezükön is. A Számot többen feldolgozták többek között a The Hondells is, amely 9. lett a Billboard Hot 100-on. Később a Jan&Dean és a Yo La Tengo is feldolgozta. A szóló vokált, mint oly sok más Beach Boys slágerben itt is Mike Love énekli. Bár a Little Honda Amerikában nem örvendett olyan nagy népszerűségnek, külföldön viszont nagy sláger lett belőle az 1965-ös év elején.

## Helyezések
| Helyezések (1965)          | Legmagasabb pozíció |
| -------------------------- | ------------------- |
| Billboard Hot 100          | 65                  |
| Canadian RPM Singles Chart | 15                  |
| Svéd kislemez lista        | 1                   |
| Német kislemez lista       | 44                  |
| Norvég kislemez lista      | 8                   |

## Feldolgozások
- Yo La Tengo, I Can Hear the Heart Beating as One (1997)
- The Queers, Don't Back Down (The Queers album)/Don't Back Down (1996)
- Expulsados, Altoparlantes (2003)
- Travoltas, Party! (2003)
- The Demonics , Demons on Wheels (2003)

## Lásd még
- The Beach Boys
- All Summer Long